# Alte-Herren-Senioren-Convent
Alte-Herren-Senioren-Convente (AHSC) sind örtliche und regionale Zusammenschlüsse von Alten Herren verschiedener Corps des Kösener Senioren-Convents-Verbands (KSCV). Seit 1921 können auch Mitglieder des Weinheimer Senioren-Convents (WSC) in einen AHSC aufgenommen werden.

## Mitgliedschaften
Während in den eigentlichen Altherrenvereinen (AHV) nur Alte Herren desselben Corps Mitglied sind (wo auch immer sie wohnen), steht ein AHSC Alten Herren aller Corps des Verbandes offen. Entscheidend ist nur die räumliche Nähe, die eine häufige Teilnahme an corpsstudentischen Veranstaltungen ermöglichen soll. In Süddeutschland und Österreich heißen die (größeren) AHSC Corpsphilisterverband.
Einzigartig unter den Korporationsverbänden Mitteleuropas war die Regelung, dass im Verband Alter Corpsstudenten (VAC)  ursprünglich nicht die Altherrenvereine, sondern die AHSC als örtliche Vereine der einzelnen Corps Mitglied waren. Die Mitgliedschaft der Altherrenvereine wurde erst in den 1920er Jahren zugelassen. Noch heute haben deshalb die AHSC im zentralen Gremium des VAC, dem ordentlichen Abgeordnetentag (oAT), eine Stimme und sind beitragspflichtig. Mitglied im VAC sind 129 AHSC und 113 AHV (Stand April 2011).
Als nach dem Ersten Weltkrieg 1921 das Zweckverbandsabkommen mit dem Weinheimer Senioren-Convent (WSC) abgeschlossen worden war, konnten auch Weinheimer Corpsstudenten Mitglieder der AHSC werden. Das ist besonders an kleineren Orten der Fall, an denen der WSC keinen eigenen örtlichen Zusammenschluss stellen kann. An größeren Orten haben die Weinheimer Corpsstudenten eigene Vereine, die örtlicher Weinheimer Verband Alter Corpsstudenten (öWVAC) heißen.

## Geschichte

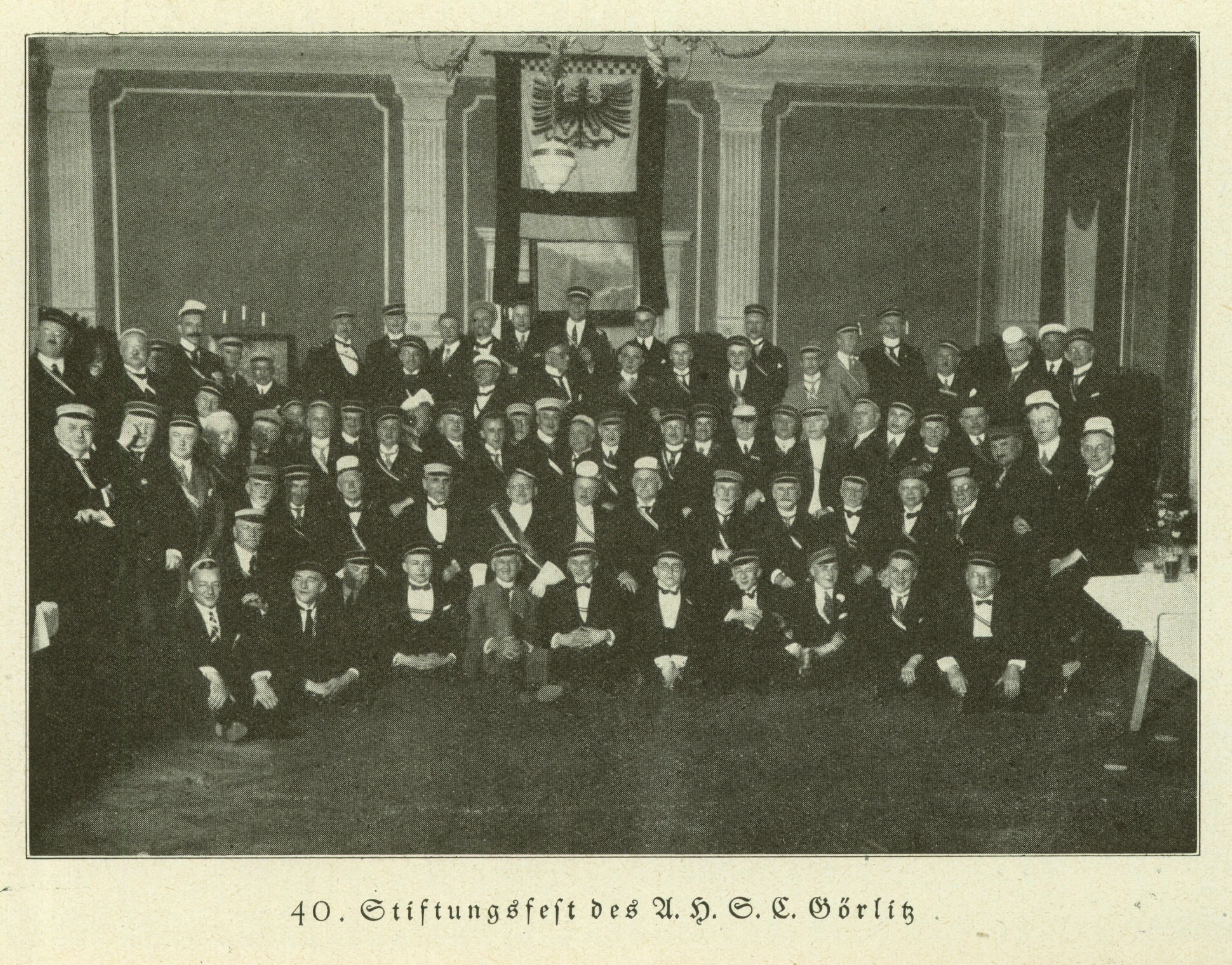
AHSC Görlitz

Bis weit ins 19. Jahrhundert waren die Corps auf sich gestellte „Studentenverbindungen“.  Als im prosperierenden Deutschen Kaiserreich die Corpshäuser aufkamen, entstanden die Altherrenschaften oder Philisterien. Zugleich wuchs das Bedürfnis, auch im auswärtigen Berufsleben mit Corpsstudenten zusammenzukommen. 1886 regte der Münchner Franke Friedrich Freiherr von Gaisberg-Schöckingen die Gründung eines Alt-Herren-Vereins für Württemberg und Hohenzollern an. Er gewann den Geh. Justizrat Stellter Lithuaniae, Hanseae Bonn für die Übernahme des vorläufigen Vorsitzes. Die eigentliche Gründungsversammlung war am 6. Oktober 1886 in Stuttgart. Unter den Teilnehmern war Wilhelm II. (Württemberg). Diese erste Altherrenvereinigung entwickelte sich gut. Nach fünf Jahren hatte sie bereits 300 Mitglieder.
Im Anschluss an die Zandersche Bewegung bemühte sich der Herausgeber der Academischen Monatshefte, Paul Salvisberg, die (berufstätigen) Alten Corpsstudenten zu einem Verband zusammenzuschließen. Nachdem er seine Gedanken erstmals auf einer Zusammenkunft Alter Corpsstudenten in München am 15. August 1887 vorgetragen hatte, forderte er laufend in seiner Zeitschrift zum Beitritt auf und veröffentlichte schließlich eine Liste von ungefähr 500 Corpsstudenten, die sich mit seinen Plänen einverstanden erklärt hatten. Schließlich wurde in einer neuen Zusammenkunft in München am 21. April 1888 der Verband Alter Corpsstudenten gegründet. Er kannte jedoch keine Einzelmitgliedschaften, sondern bestand aus den AHSC-Vereinigungen, die wiederum zu Bezirksverbänden zusammengefasst wurden.
In den ersten Jahrzehnten bestand der VAC nur aus Bezirksverbänden/AHSC und Einzelmitgliedern. 1929 beschloss der Abgeordnetentag (mit 130 vertretenen Bezirksverbänden), dass auch AH-Vereinigungen der Corps Mitglieder mit Sitz und Stimme werden konnten.
AHSC entstanden nicht nur in den Zentren, sondern auch an den Rändern von Preußen und Reich. Im Königreich Preußen waren Gumbinnen und Saarlouis, im Deutschen Kaiserreich Gumbinnen und Metz die am weitesten voneinander entfernten Garnisonen. Mit Gumbinnen – Saarlouis und Gumbinnen – Metz kennzeichnete man die Ausdehnung Deutschlands wie heute mit Flensburg – Garmisch. Die ersten ausländischen AHSC wurden in Österreich-Ungarn, im Baltikum, in den USA und in den Deutschen Kolonien und Schutzgebieten gegründet. Im Ersten Weltkrieg kamen in den besetzten Gebieten viele neue AHSC hinzu.
Im Jahre 2010 begann der Vorstand des Verbandes Alter Corpsstudenten (VAC) eine Initiative, die AHSC in ihrer Bedeutung und Wirkung zu stärken. Sie beruhte auf einer Empfehlung der in den Jahren 2007 und 2008 tagenden „Zukunftskommission“ des Verbandes. Das Ziel ist es, die AHSC neben den aktiven Corps am Hochschulort und ihren Altherrenschaften als „dritte Kraft des Corpsstudententums“ zu begreifen. Dazu wurde am 20. Februar 2010 in Karlsruhe der 1. AHSC-Tag veranstaltet, auf dem Erfahrungen besonders erfolgreicher und einflussreicher AHSC ausgetauscht wurden. Die Empfehlungen zum erfolgreichen Betrieb eines AHSC wurden in einer AHSC-Fibel zusammengefasst und im Verband verteilt. Der 2. AHSC-Tag fand am 19. März 2011 in Lüneburg statt.

## Bezirksverbände und AHSC

### In den heutigen Ländern
- Baden-Württemberg: Baden-Baden, Freiburg im Breisgau, Heidelberg, Heilbronn, Karlsruhe[6], Mannheim, Oberrheinecke (Lörrach), Pforzheim, Stuttgart[A 1], Tübingen, Ulm-Neu-Ulm, Weinheim.
- Bayern: Allgäu (Kempten), Ansbach, Aschaffenburg, Augsburg, Bamberg, Bayreuth, Coburg, Garmisch-Partenkirchen, Kitzingen, Kronach, Lindau, München[3][A 2][7][8][9][A 3], Neustadt an der Aisch, Nürnberg[A 4][A 5], Passau, Regensburg, Reichenhall-Berchtesgaden, Rosenheim, Schweinfurt, Straubing, Traunstein, Würzburg
- Berlin: siehe unten
- Brandenburg: Potsdam
- Bremen: Bremen, Bremerhaven
- Hamburg: Bergedorf, Hamburg[A 6][A 7], Harburg
- Hessen: Bad Homburg, Bad Nauheim, Bensheim, Darmstadt (1891), Dillkreis, Frankfurt am Main[A 8], Gießen, Bad Hersfeld, Kassel[A 9], Marburg, Offenbach am Main, Wetzlar, Wiesbaden
- Mecklenburg-Vorpommern: Rostock, Schwerin (1901)[A 10]
- Niedersachsen: Aurich, Bad Bentheim, Braunschweig, Celle, Clausthal, Emden, Göttingen, Goslar, Hameln-Rinteln, Hannover (Die Spinnstube)[10][11][A 11][A 12], Helmstedt, Hildesheim, Holzminden, Lüneburg, Melle, Oldenburg, Osnabrück, Peine, Stade (Unterelbischer AHSC), Uelzen, Verden, Wilhelmshaven, Wolfenbüttel
- Nordrhein-Westfalen: Aachen, Altena, Arnsberg, Bielefeld[A 13], Bochum, Bonn[A 14], Buer, Castrop-Rauxel, Detmold und Kreis Lippe, Dortmund, Düsseldorf (1953), Essen, Gelsenkirchen, Hagen, Hamm, Hattingen, Herford, Herne, Iserlohn, Köln[A 15], Krefeld, Leverkusen, Lüdenscheid, Lübbecke, Mönchengladbach-Rheydt, Minden, Moers, Mülheim an der Ruhr (1900), Münster (1885), Oberhausen, Bad Godesberger Quellenrunde, Recklinghausen, Remscheid, Siegen, Solingen, Witten, Wuppertal
- Rheinland-Pfalz: Frankenthal, Kaiserslautern, Koblenz, Landau in der Pfalz, Ludwigshafen, Mainz, Neustadt an der Weinstraße, Pirmasens, Trier[A 16], Worms (1890), Speyer (Die Mohren, 1880)
- Saarland: Saarbrücken[A 17][A 18]
- Sachsen: Dresden[A 19], Görlitz, Leipzig
- Sachsen-Anhalt: Halle[3][A 20], Magdeburg
- Schleswig-Holstein: Flensburg, Kiel[12][A 21], Lübeck, Neumünster, Pinneberg (1978–2013)
- Thüringen: Altenburg, Suhl

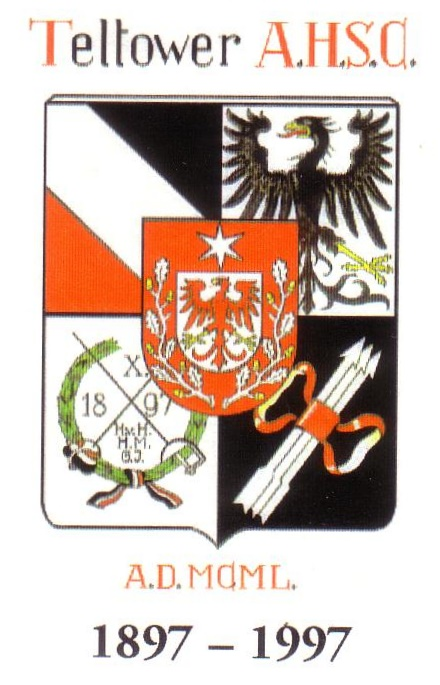
Teltower AHSC Berlin
AHSC zu Lüneburg
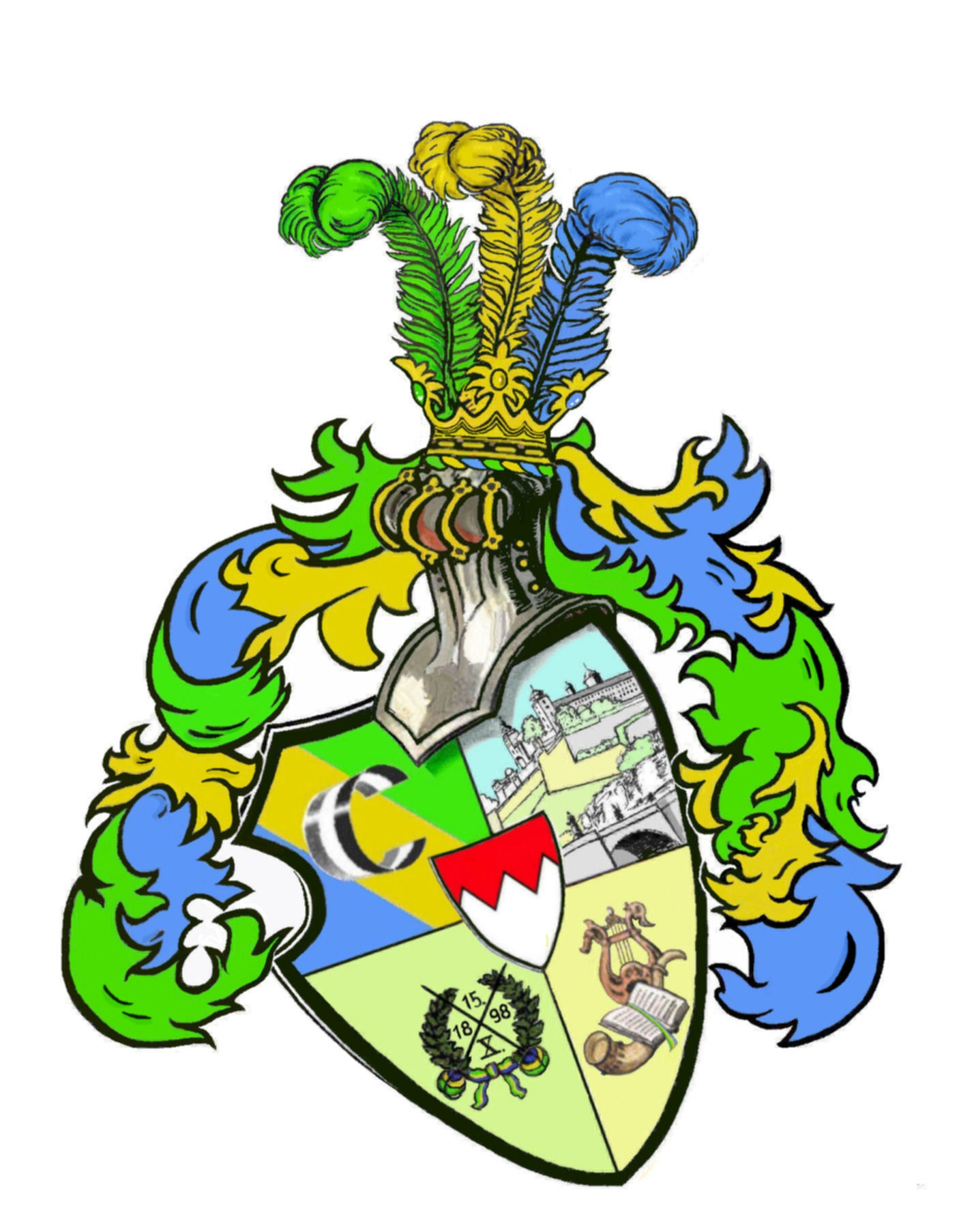
AHSC Würzburg

### In früheren Provinzen und in Elsaß-Lothringen

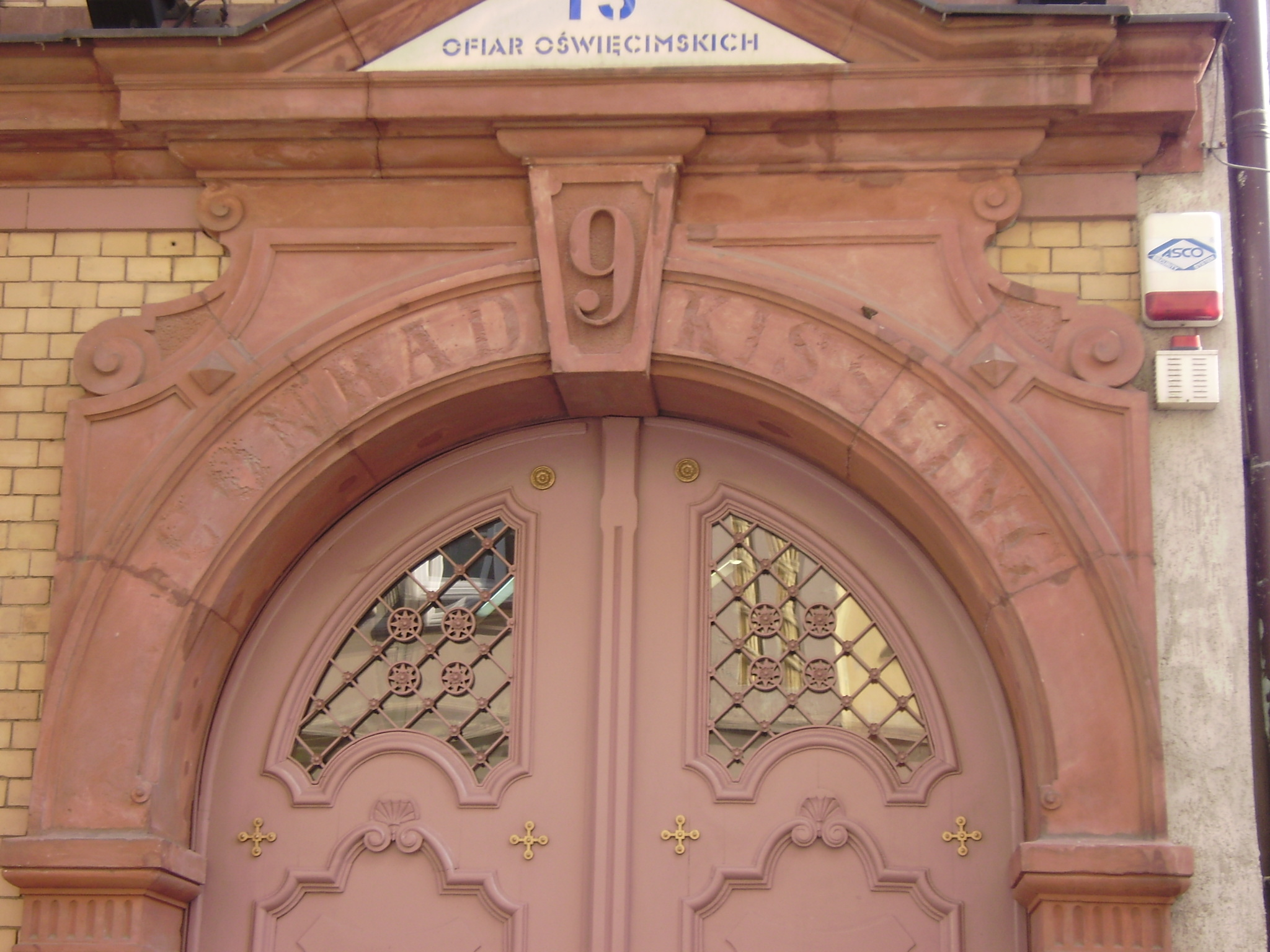
Kissling – jahrzehntelang Gastgeber des AHSC Breslau

- Provinz Ostpreußen: Königsberg, Gumbinnen, Bartenstein (1889), Insterburg, Memel, Stallupönen, Tilsit, Allenstein, Lyck, Wehlau[A 22][A 23][A 24]
- Provinz Pommern: Kolberg, Stettin, Stolp
- Provinz Posen: Posen[13]
- Provinz Schlesien: Breslau
- Provinz Westpreußen: Elbing
- Reichsland Elsaß-Lothringen: Metz, Straßburg

### In den Kolonien und Schutzgebieten
- Deutsch-Südwestafrika (Windhuk)
- Tsingtau[14]

### Im Ausland zur Zeit des Kaiserreichs und im Ersten Weltkrieg

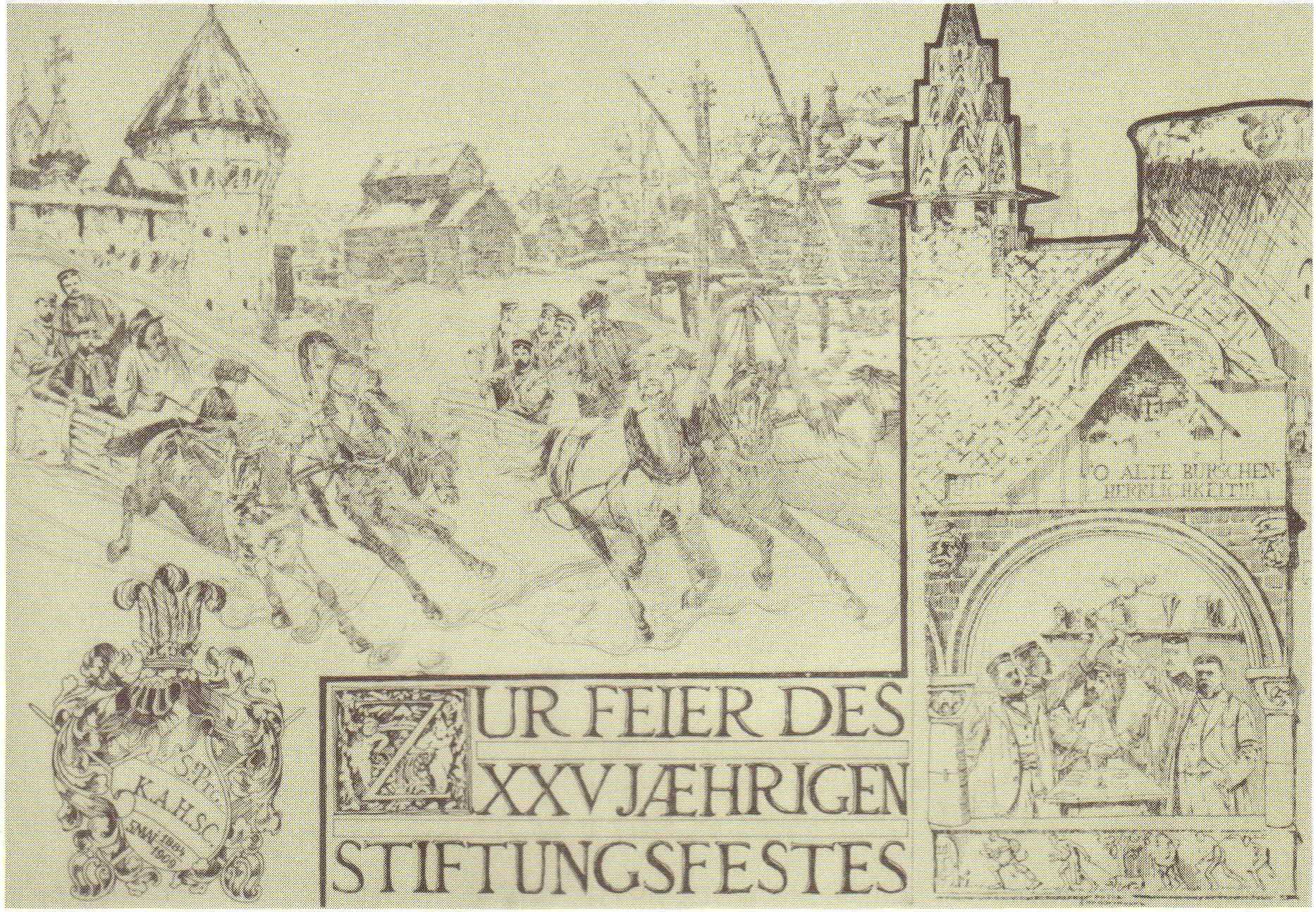
Einladung des AHSC St. Petersburg zum 25. Stiftungsfest am 7. (20.) März 1909

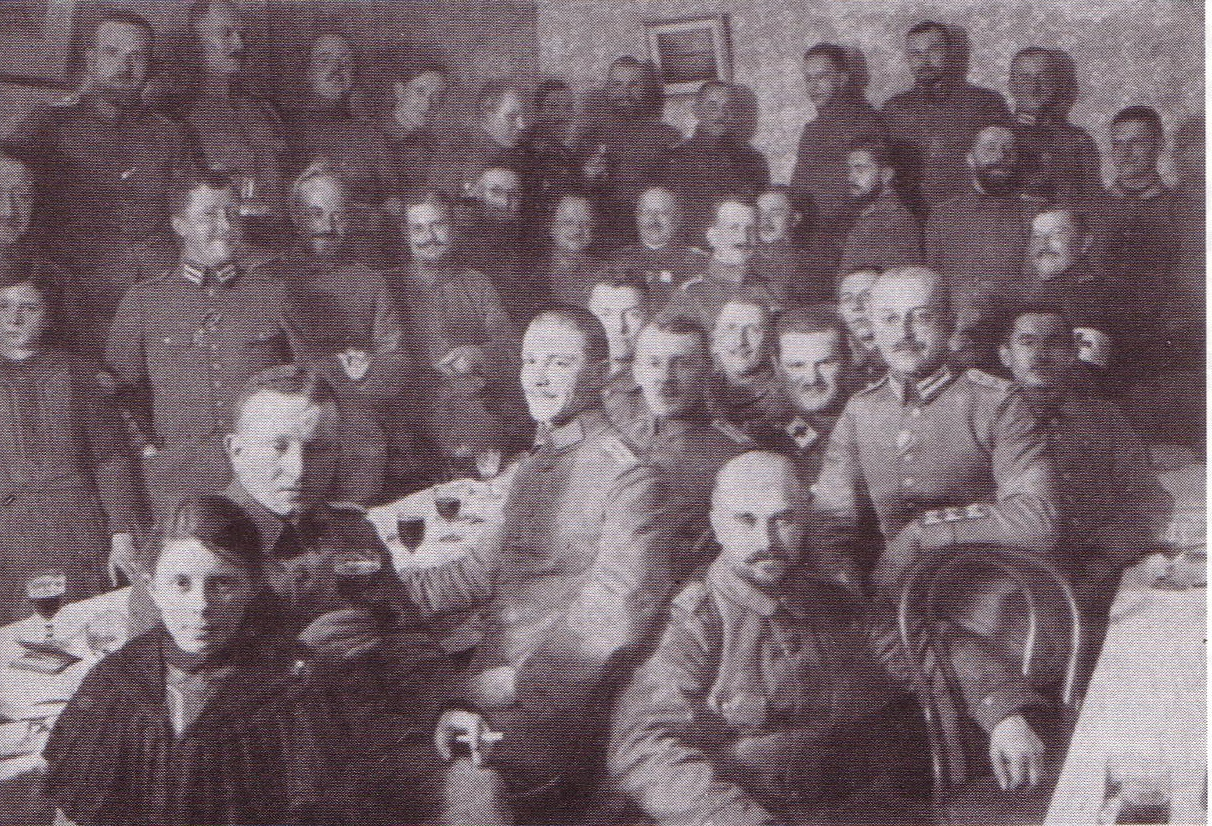
AHSC Péronne (1915)

Im Ersten Weltkrieg trafen sich Corpsstudenten überall, wo feldgraue Uniformen auftauchten, auch an den erstarrten Fronten, wenn die Verwaltung für die Truppe Gaststätten geschaffen hatte. Die Verbundenheit war stark. An ihre Corps und die Deutsche Corps-Zeitung schickten die Soldaten Grüße und Gedichte von allen Kriegsfronten.
- Baltikum: Kurland (Mitau), Reval, Riga
- Belgien: Brüssel, Brügge, Antwerpen, Oostende, Gent
- Finnland: Hangö[2]
- Frankreich: Paris, Lille, Sedan, Laon, Cambrai, Châteauneuf, Péronne, Vouziers[2][A 25]
- Italien: Triest
- Rumänien: Bukarest, Focșani, Konstanza[2]
- Russland und Polen: St. Petersburg, Brest-Litowsk, Grodno, Kowno, Libau, Wilna, Mitau, Łódź, Goduzischki (Litauen), Skierniewice, Warschau, Kiew[2][A 26]
- Schweiz: Basel, Bern (1887), Freiburg im Üechtland, Genf, Zürich
- Türkei:  Konstantinopel, Aleppo[2]

### Im heutigen Ausland
- Australien: Melbourne
- Belgien: Brüssel
- Volksrepublik China: Hongkong, Shanghai
- Frankreich: Paris
- Österreich: Innsbruck, Kärnten (Klagenfurt), Linz, Salzburg, Wien[16][17]
- Polen: Warschau
- Schweden: Verein Corpsstudenten in Schweden[18]
- Schweiz: Vereinigung Alter Corpsstudenten in der Schweiz[19], Genfer See
- USA: New York City (1882), Boston, Chicago, Washington D.C.
- Vereinigtes Königreich: London[20]

## Berlin

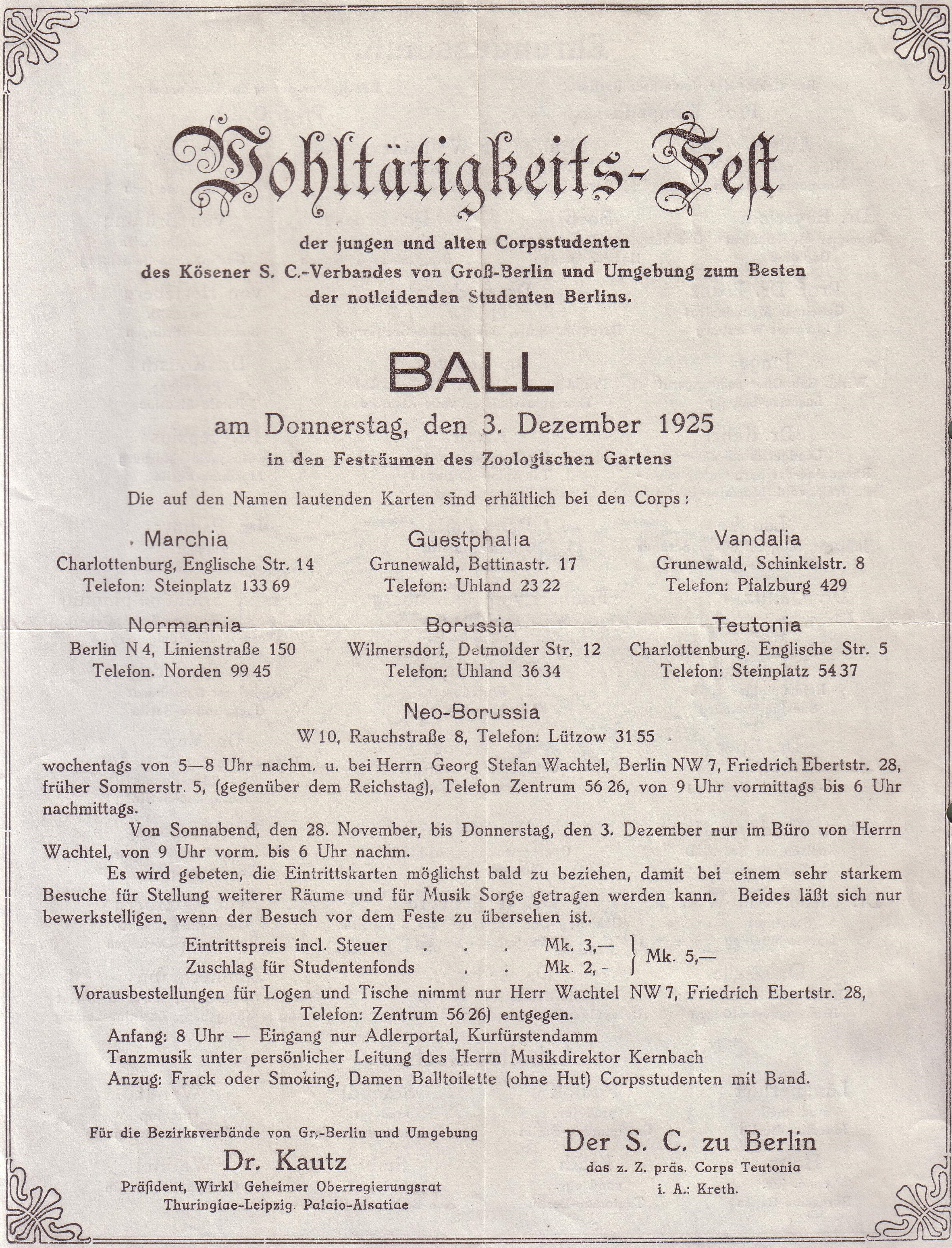
1925

Die außergewöhnlich hohe Zahl der seit der Reichsgründung 1871 im Großraum Berlin lebenden und arbeitenden Alten Herren aller Kösener Corps führte im Deutschen Kaiserreich zur Gründung von vier eigenständigen Bezirksverbänden (AHSC): Charlottenburg (1889), Berlin (1891), Teltow für Lichterfelde und den Landkreis Teltow (1897 gegründet von Hans von Hopfen) sowie Potsdam (1906). Sie arbeiteten in dem 1875 gegründeten gemeinsamen Ständigen Kommerskomitee zusammen. Charlottenburg stellte 1895–1904 den Gesamtausschuss des VAC. In der Weimarer Republik traten fünf weitere Bezirksverbände (AHSC) hinzu: Spandau (1919), Zehlendorf / Wannseebahn (1920), Grunewald (1926), Wilmersdorf-Friedenau (1926) sowie die Wassersportliche Vereinigung Alter Corpsstudenten als Bezirksverband Schwanenwerder (1921). Alle neun bildeten den Ausschuss der Bezirksverbände Alter Corpsstudenten von Groß-Berlin und Umgebung, der 1920–1924 den Gesamtausschuss des VAC stellte. Anknüpfend an diese Bezeichnung konstituierte sich in der Nachkriegszeit in Deutschland der Verband Alter Corpsstudenten in Berlin und Umgebung e. V. (1950) mit der Zielsetzung, fortan einen einheitlichen AHSC Berlin für die ganze Stadt zu bilden; die vorwiegend in den Ortsteilen Dahlem und Lichterfelde wohnenden Kösener Alten Herren rekonstituierten aber 1959 als eigenständige Zusammenschlüsse ihre alten AHSC Wannseebahn und Teltower AHSC. Seit der Suspension des AHSC Wannseebahn im Jahre 1967 gibt es nur noch den VAC Berlin und Umgebung und den Teltower AHSC Berlin. Die seit 1994 neben beiden wieder bestehende Wassersportliche Vereinigung Alter Corpsstudenten beansprucht keinen AHSC-Status mehr.

### Siechen
Ein beliebter Treffpunkt war das Bierhaus Siechen. 1923 kamen zum Berliner AHSC-Kommers 1.600 Corpsstudenten. 1924 regte Albrecht von Rechenberg die Berliner SC-Bälle an. Zum ersten Ball in den Zoosälen kamen 3000 Gäste. Von 1893 bis 1905 gab John Koch das Berliner Adreßbuch heraus. Das „Kochbuch“ führte bis in die 1930er Jahre durch die weitverzweigte corpsstudentische Welt von Berlin und seiner Umgebung und war jedem Corpsstudenten bekannt. In der Weimarer Republik ergaben sich in der gesellschaftlich dominierenden Reichshauptstadt weitergehende Sonderentwicklungen. Das war nicht zuletzt dem Umstand geschuldet, dass das 1920 gebildete Groß-Berlin mit seinen vier Millionen Einwohnern auch die Stadt mit den meisten Corpsstudenten und AHSC war.

### Wassersportliche Vereinigung

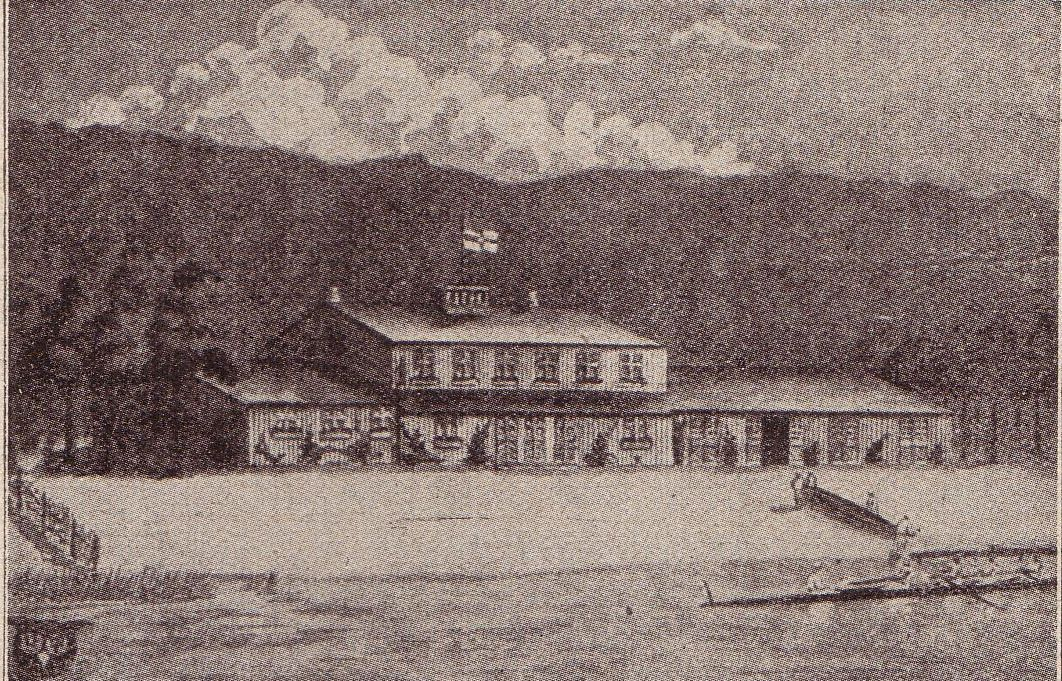
Bootshaus der WVaC bei Schwanenwerder

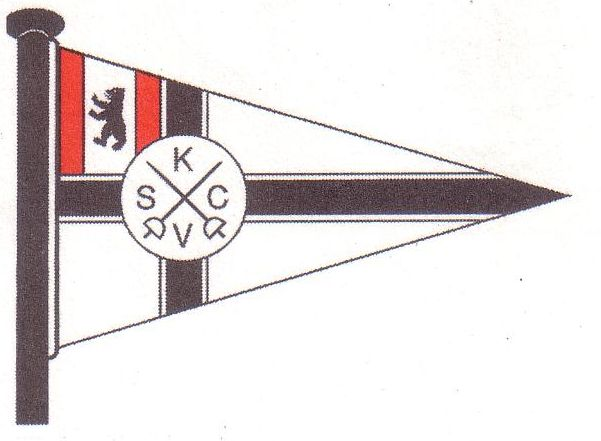
WVAC-Stander seit 1993

Die eine Besonderheit entstand am 11. September 1921 mit der Wassersportlichen Vereinigung alter Corpsstudenten (WVaC), einem  eigenständigen Segelverein am Großen Wannsee. In wirtschaftlich schwieriger Zeit ermöglichte er allen Corpsstudenten den Zugang zum zunehmend populären Segelsport. Noch heute (2013) verfügt er über vereinseigene Segelboote. Im Clubhaus am Schwanenwerder trafen sich an Wochenenden 100 bis 300 junge und alte Corpsstudenten aus ganz Berlin, wobei die „Stegsegler“ im Clubhaus nach den Tischen ihrer Corps getrennt saßen. In der Sommerzeit verlegten etliche Altherrenvereinigungen Kösener Corps ihre regelmäßigen Stammtische in das Clubhaus.
Die WVaC wurde nach der Mitgliederzahl so stark, dass sie im KSCV eine eigene Rolle spielen konnte. So unterstützte sie personell und finanziell das Corps Frankonia Prag bei der Rekonstitution in Prag. Mit der Hochseeyacht Ettsi IV unter dem Stander des Vereins nahmen Corpsstudenten an der Ozean-Wettfahrt Bermuda-Cuxhaven 1936 teil. Eine Zeitlang konnte das Kösener Leben in dieser Nische noch überdauern; denn auf Corpsstudenten und Segler wie Hans Lubinus konnte man bei den Olympischen Segelwettbewerben 1936 nicht verzichten. Vorübergehend und zwangsweise wurde die WVaC 1940 zu einem Ableger des Yacht-Clubs von Deutschland. 1937 für die Gleichschaltung des Segelsports gegründet, hatte er mehrere Traditionsclubs „übernommen“. Das Clubhaus und die Bootshallen brannten 1945 nieder. Heute ist das Grundstück (Wannseebadweg 55) Eigentum des Berliner Yacht-Clubs.

### SC-Kasino

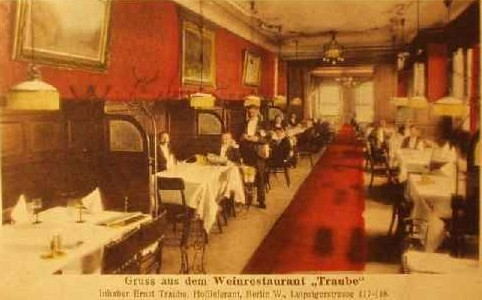
Ein Restaurant der „Traube“ in der Leipziger Straße 117/118

Die andere Besonderheit entstand 1931 in Berlin-Mitte mit dem Berliner SC-Kasino. Als Alternative zu den legendären Mittagstischen bei Aschinger lag es im ersten Stock über dem Wein-Restaurant Traube in der Leipziger Straße. Anders als die Corpshäuser in den südwestlichen Villenvororten stand das Kasino allen Corpsstudenten offen. Es wurde als „Mischung aus preußischem Offizierkasino und englischem Herrenclub“ beschrieben. Jedes Berliner Corps konnte hier in Universitätsnähe einmal die Woche für sich mittags speisen. Abgeschlossene Räumlichkeiten konnten für corpsstudentische und geschäftliche Zusammenkünfte belegt werden; es fanden aber auch offene Veranstaltungen statt, zu denen die Tanztees an den Samstagen gehörten. Neben der Gastronomie und den Gesellschaftsräumen stand den Kasinobesuchern ein Lesezimmer zur Verfügung. An der Rückseite des Außenministeriums in der Wilhelmstraße und mitten im Geschäftsbezirk um die Friedrichstraße gelegen, wurde das Kasino monatlich von mehreren tausend Corpsstudenten besucht. Es wurde von 50 bis 60 Altherrenverbänden Kösener Corps frequentiert und getragen. 1933 hielten 50 Altherrenschaften ihre Stammtische im Kasino. Es herrschte Burgfrieden und der Grußcomment war erwünscht.
Der wirtschaftlich sehr schwierigen Zeit der Weimarer Republik trug man Rechnung, indem in den Räumen des Kasinos eine Arbeitsvermittlung für Corpsstudenten eingerichtet wurde. Sie war eine Außenstelle der VAC-Geschäftsstelle in Frankfurt am Main. 1933 wurde das Kasino nach Berlin-Charlottenburg verlegt. In der Kantstraße 8 lag es neben dem Theater des Westens. In der Zeit des Nationalsozialismus mit den Corps gleichgeschaltet, teilte das Kasino das Schicksal anderer Klubs, z. B. des Deutschen Herrenklubs. Das Gebäude des Wein-Restaurants Traube wurde im Zweiten Weltkrieg zerstört. Heute steht an seiner Stelle ein Plattenbau aus DDR-Zeiten.

## AHSC in der DNB
- Coburg GND 1212635-4
- Darmstadt GND 3012340-9
- Detmold GND 5519623-8
- Essen GND 16098574-2
- Frankfurt, Main GND 1703368-8
- Freiburg im Breisgau GND 1703952-6
- Gießen GND 10009200-7
- Görlitz GND 1703946-0
- Hannover GND 1704476-5
- Péronne GND 1703234-9
- Land Salzburg GND 1706060-6
- Siegen GND 1706174-X
- Stuttgart GND 2107538-4
- Vouziers GND 1703360-3
- Wuppertal GND 1706074-6

## Websites von AHSC

Einladung des New Yorker SC-Vereins zum 23. Stiftungsfest (1905)

- AHSC Aachen
- AHSC Bad Homburg
- Corpsphilisterverband Bamberg
- AHSC Darmstadt
- AHSC Dresden
- Rauhe Ritter – AHSC Düsseldorf
- AHSC Frankfurt am Main
- AHSC Karlsruhe
- Lübecker Vereinigung Alter Corpsstudenten
- AHSC zu Lüneburg
- Vereinigung Alter Corpsstudenten Mülheim an der Ruhr
- Corpsphilisterverband München
- Corpsphilisterverband Nürnberg-Fürth
- AHSC Schwerin
- AHSC Stuttgart
- VACW Wiesbaden